# Tàngara d'Edwards
La tàngara d'Edwards (Bangsia edwardsi) és una espècie d'ocell de la família dels tràupids (Thraupidae).

## Descripció
- Fa uns 16 cm de llarg. Bec amb mandíbula inferior groga.
- Color general verdós, amb taca blava al centre del pit. Cap blau, amb front i capell negre.

## Hàbitat i distribució
Habita la selva humida del sud-oest de Colòmbia i nord-oest de l'Equador.